# روپیه برمه
روپیه برمه (به انگلیسی: Burmese rupee) (به برمه‌ای:မြန်မာရူပီး) یکای پول رایج در کشور برمه از ۱۸۵۲ تا ۱۹۵۲ بود. این پول پس از استقلال برمه با کیات جایگزین شد.